# Wilhelm Kemm
Wilhelm Kemm (ur. 1909, zm. ?) – zbrodniarz nazistowski, esesman, członek załogi niemieckiego obozu koncentracyjnego Dachau.
Członek Waffen-SS. W czasie II wojny światowej pełnił służbę w obozie głównym Dachau jako Blockführer. W procesie członków załogi Dachau (US vs. Wilhelm Kemm i inni), który miał miejsce w dniach 14–22 lipca 1947 przed amerykańskim Trybunałem Wojskowym w Dachau początkowo skazany został na 5 lat pozbawienia wolności. Wyrok unieważniono 23 października 1947.